# Список астероїдів (29101—29200)
| Назва                          | Тимчасове позначення | Дата відкриття    | Місце відкриття                | Відкривач                            |
| ------------------------------ | -------------------- | ----------------- | ------------------------------ | ------------------------------------ |
| (29101) 1981 EZ20              | 1981 EZ20            | 2 березня 1981    | Обсерваторія Сайдинг-Спрінг    | Ш. Дж. Бас                           |
| (29102) 1981 EA22              | 1981 EA22            | 2 березня 1981    | Обсерваторія Сайдинг-Спрінг    | Ш. Дж. Бас                           |
| (29103) 1981 EC22              | 1981 EC22            | 2 березня 1981    | Обсерваторія Сайдинг-Спрінг    | Ш. Дж. Бас                           |
| (29104) 1981 EO22              | 1981 EO22            | 2 березня 1981    | Обсерваторія Сайдинг-Спрінг    | Ш. Дж. Бас                           |
| (29105) 1981 EY22              | 1981 EY22            | 2 березня 1981    | Обсерваторія Сайдинг-Спрінг    | Ш. Дж. Бас                           |
| (29106) 1981 EL25              | 1981 EL25            | 2 березня 1981    | Обсерваторія Сайдинг-Спрінг    | Ш. Дж. Бас                           |
| (29107) 1981 EO25              | 1981 EO25            | 2 березня 1981    | Обсерваторія Сайдинг-Спрінг    | Ш. Дж. Бас                           |
| (29108) 1981 EG26              | 1981 EG26            | 2 березня 1981    | Обсерваторія Сайдинг-Спрінг    | Ш. Дж. Бас                           |
| (29109) 1981 EO28              | 1981 EO28            | 6 березня 1981    | Обсерваторія Сайдинг-Спрінг    | Ш. Дж. Бас                           |
| (29110) 1981 ET29              | 1981 ET29            | 1 березня 1981    | Обсерваторія Сайдинг-Спрінг    | Ш. Дж. Бас                           |
| (29111) 1981 EC33              | 1981 EC33            | 1 березня 1981    | Обсерваторія Сайдинг-Спрінг    | Ш. Дж. Бас                           |
| (29112) 1981 EZ33              | 1981 EZ33            | 1 березня 1981    | Обсерваторія Сайдинг-Спрінг    | Ш. Дж. Бас                           |
| (29113) 1981 EA34              | 1981 EA34            | 1 березня 1981    | Обсерваторія Сайдинг-Спрінг    | Ш. Дж. Бас                           |
| (29114) 1981 EB34              | 1981 EB34            | 1 березня 1981    | Обсерваторія Сайдинг-Спрінг    | Ш. Дж. Бас                           |
| (29115) 1981 EW38              | 1981 EW38            | 1 березня 1981    | Обсерваторія Сайдинг-Спрінг    | Ш. Дж. Бас                           |
| (29116) 1981 ED40              | 1981 ED40            | 2 березня 1981    | Обсерваторія Сайдинг-Спрінг    | Ш. Дж. Бас                           |
| (29117) 1981 EK40              | 1981 EK40            | 2 березня 1981    | Обсерваторія Сайдинг-Спрінг    | Ш. Дж. Бас                           |
| (29118) 1981 EQ43              | 1981 EQ43            | 3 березня 1981    | Обсерваторія Сайдинг-Спрінг    | Ш. Дж. Бас                           |
| (29119) 1981 EW45              | 1981 EW45            | 1 березня 1981    | Обсерваторія Сайдинг-Спрінг    | Ш. Дж. Бас                           |
| (29120) 1981 EY45              | 1981 EY45            | 1 березня 1981    | Обсерваторія Сайдинг-Спрінг    | Ш. Дж. Бас                           |
| (29121) 1981 QP2               | 1981 QP2             | 23 серпня 1981    | Обсерваторія Ла-Сілья          | Анрі Дебеонь                         |
| 29122 Васадзе (Vasadze)        | 1982 YR1             | 24 грудня 1982    | КрАО                           | Карачкіна Людмила Георгіївна         |
| (29123) 1983 RA4               | 1983 RA4             | 2 вересня 1983    | Станція Андерсон-Меса          | Норман Томас                         |
| (29124) 1984 SW6               | 1984 SW6             | 28 вересня 1984   | Обсерваторія Ла-Сілья          | Анрі Дебеонь                         |
| 29125 Київфізфак (Kyivphysfak) | 1984 YL1             | 17 грудня 1984    | КрАО                           | Карачкіна Людмила Георгіївна         |
| (29126) 1985 CU1               | 1985 CU1             | 11 лютого 1985    | Обсерваторія Ла-Сілья          | Анрі Дебеонь                         |
| (29127) 1985 FF2               | 1985 FF2             | 24 березня 1985   | Станція Андерсон-Меса          | Браян Скіфф                          |
| (29128) 1985 RA1               | 1985 RA1             | 13 вересня 1985   | Обсерваторія Кітт-Пік          | Spacewatch                           |
| (29129) 1985 RG3               | 1985 RG3             | 6 вересня 1985    | Обсерваторія Ла-Сілья          | Анрі Дебеонь                         |
| (29130) 1986 EA5               | 1986 EA5             | 9 березня 1986    | Обсерваторія Сайдинг-Спрінг    | Клаес-Інґвар Лаґерквіст              |
| (29131) 1986 QU1               | 1986 QU1             | 27 серпня 1986    | Обсерваторія Ла-Сілья          | Анрі Дебеонь                         |
| (29132) 1987 BP1               | 1987 BP1             | 22 січня 1987     | Обсерваторія Ла-Сілья          | Ерік Вальтер Ельст                   |
| 29133 Варґас (Vargas)          | 1987 KH5             | 29 травня 1987    | Паломарська обсерваторія       | Керолін Шумейкер, Юджин Шумейкер     |
| (29134) 1987 RW                | 1987 RW              | 12 вересня 1987   | Обсерваторія Ла-Сілья          | Анрі Дебеонь                         |
| (29135) 1987 SZ2               | 1987 SZ2             | 21 вересня 1987   | Смолян                         | Ерік Вальтер Ельст                   |
| (29136) 1987 SQ4               | 1987 SQ4             | 25 вересня 1987   | Обсерваторія Брорфельде        | Поуль Єнсен                          |
| 29137 Аланбосс (Alanboss)      | 1987 UY1             | 18 жовтня 1987    | Паломарська обсерваторія       | Керолін Шумейкер, Юджин Шумейкер     |
| (29138) 1988 BE4               | 1988 BE4             | 20 січня 1988     | Обсерваторія Ла-Сілья          | Анрі Дебеонь                         |
| (29139) 1988 CP                | 1988 CP              | 15 лютого 1988    | Обсерваторія Кушіро            | Сейджі Уеда, Хіроші Канеда           |
| (29140) 1988 CG4               | 1988 CG4             | 13 лютого 1988    | Обсерваторія Ла-Сілья          | Ерік Вальтер Ельст                   |
| (29141) 1988 CZ4               | 1988 CZ4             | 13 лютого 1988    | Обсерваторія Ла-Сілья          | Ерік Вальтер Ельст                   |
| (29142) 1988 CR7               | 1988 CR7             | 15 лютого 1988    | Обсерваторія Ла-Сілья          | Ерік Вальтер Ельст                   |
| (29143) 1988 DK                | 1988 DK              | 22 лютого 1988    | Обсерваторія Сайдинг-Спрінг    | Роберт Макнот                        |
| (29144) 1988 FB                | 1988 FB              | 16 березня 1988   | Обсерваторія Кушіро            | Масанорі Мацумаяма, Кадзуро Ватанабе |
| (29145) 1988 FE                | 1988 FE              | 16 березня 1988   | Обсерваторія Кушіро            | Сейджі Уеда, Хіроші Канеда           |
| 29146 МакХон (McHone)          | 1988 FN              | 17 березня 1988   | Паломарська обсерваторія       | Керолін Шумейкер, Юджин Шумейкер     |
| (29147) 1988 GG                | 1988 GG              | 11 квітня 1988    | Обсерваторія Кушіро            | Сейджі Уеда, Хіроші Канеда           |
| 29148 Пальцер (Palzer)         | 1988 JE              | 10 травня 1988    | Обсерваторія Ла-Сілья          | Вернер Ландґраф                      |
| (29149) 1988 RE1               | 1988 RE1             | 9 вересня 1988    | Обсерваторія Брорфельде        | Поуль Єнсен                          |
| (29150) 1988 RM5               | 1988 RM5             | 2 вересня 1988    | Обсерваторія Ла-Сілья          | Анрі Дебеонь                         |
| (29151) 1988 RE11              | 1988 RE11            | 14 вересня 1988   | Обсерваторія Серро Тололо      | Ш. Дж. Бас                           |
| (29152) 1988 RA13              | 1988 RA13            | 14 вересня 1988   | Обсерваторія Серро Тололо      | Ш. Дж. Бас                           |
| (29153) 1988 SY2               | 1988 SY2             | 16 вересня 1988   | Обсерваторія Серро Тололо      | Ш. Дж. Бас                           |
| (29154) 1988 VC1               | 1988 VC1             | 3 листопада 1988  | Обсерваторія Брорфельде        | Поуль Єнсен                          |
| (29155) 1988 XE                | 1988 XE              | 2 грудня 1988     | Обсерваторія Кушіро            | Сейджі Уеда, Хіроші Канеда           |
| (29156) 1989 CH                | 1989 CH              | 3 лютого 1989     | Обсерваторія Кушіро            | Сейджі Уеда, Хіроші Канеда           |
| 29157 Higashinihon             | 1989 ET1             | 11 березня 1989   | Обсерваторія Ґейсей            | Тсутому Секі                         |
| (29158) 1989 EE3               | 1989 EE3             | 2 березня 1989    | Обсерваторія Ла-Сілья          | Ерік Вальтер Ельст                   |
| (29159) 1989 GB                | 1989 GB              | 2 квітня 1989     | Обсерваторія Кітамі            | Тецуя Фудзі, Кадзуро Ватанабе        |
| (29160) 1989 SP1               | 1989 SP1             | 26 вересня 1989   | Обсерваторія Ла-Сілья          | Ерік Вальтер Ельст                   |
| (29161) 1989 SF2               | 1989 SF2             | 26 вересня 1989   | Обсерваторія Ла-Сілья          | Ерік Вальтер Ельст                   |
| (29162) 1989 SD4               | 1989 SD4             | 26 вересня 1989   | Обсерваторія Ла-Сілья          | Ерік Вальтер Ельст                   |
| (29163) 1989 SF14              | 1989 SF14            | 26 вересня 1989   | Обсерваторія Калар-Альто       | Дж. Баур, Курт Біркл                 |
| (29164) 1989 UA                | 1989 UA              | 20 жовтня 1989    | Обсерваторія Кані              | Йосікане Мідзуно, Тошімата Фурута    |
| (29165) 1989 UK1               | 1989 UK1             | 26 жовтня 1989    | Обсерваторія Кушіро            | Сейджі Уеда, Хіроші Канеда           |
| (29166) 1989 VP1               | 1989 VP1             | 3 листопада 1989  | Обсерваторія Ла-Сілья          | Ерік Вальтер Ельст                   |
| (29167) 1989 WC2               | 1989 WC2             | 29 листопада 1989 | Обсерваторія Кітамі            | Кін Ендате, Кадзуро Ватанабе         |
| (29168) 1990 KJ                | 1990 KJ              | 20 травня 1990    | Паломарська обсерваторія       | Е. Гелін                             |
| (29169) 1990 OC1               | 1990 OC1             | 22 липня 1990     | Паломарська обсерваторія       | Е. Гелін                             |
| (29170) 1990 OA3               | 1990 OA3             | 27 липня 1990     | Паломарська обсерваторія       | Генрі Гольт                          |
| (29171) 1990 QK3               | 1990 QK3             | 28 серпня 1990    | Паломарська обсерваторія       | Генрі Гольт                          |
| (29172) 1990 QL4               | 1990 QL4             | 23 серпня 1990    | Паломарська обсерваторія       | Генрі Гольт                          |
| (29173) 1990 QW4               | 1990 QW4             | 24 серпня 1990    | Паломарська обсерваторія       | Генрі Гольт                          |
| (29174) 1990 QJ6               | 1990 QJ6             | 20 серпня 1990    | Обсерваторія Ла-Сілья          | Ерік Вальтер Ельст                   |
| (29175) 1990 QP6               | 1990 QP6             | 20 серпня 1990    | Обсерваторія Ла-Сілья          | Ерік Вальтер Ельст                   |
| (29176) 1990 QJ10              | 1990 QJ10            | 16 серпня 1990    | Обсерваторія Ла-Сілья          | Ерік Вальтер Ельст                   |
| (29177) 1990 RF7               | 1990 RF7             | 13 вересня 1990   | Обсерваторія Ла-Сілья          | Анрі Дебеонь                         |
| (29178) 1990 RW8               | 1990 RW8             | 13 вересня 1990   | Паломарська обсерваторія       | Генрі Гольт                          |
| (29179) 1990 RT13              | 1990 RT13            | 14 вересня 1990   | Обсерваторія Ла-Сілья          | Ерік Вальтер Ельст                   |
| (29180) 1990 SW1               | 1990 SW1             | 22 вересня 1990   | Паломарська обсерваторія       | Браян Роман                          |
| (29181) 1990 SE6               | 1990 SE6             | 22 вересня 1990   | Обсерваторія Ла-Сілья          | Ерік Вальтер Ельст                   |
| (29182) 1990 ST6               | 1990 ST6             | 22 вересня 1990   | Обсерваторія Ла-Сілья          | Ерік Вальтер Ельст                   |
| (29183) 1990 SQ7               | 1990 SQ7             | 22 вересня 1990   | Обсерваторія Ла-Сілья          | Ерік Вальтер Ельст                   |
| (29184) 1990 SL10              | 1990 SL10            | 17 вересня 1990   | Паломарська обсерваторія       | Мішель Олмстід                       |
| 29185 Reich                    | 1990 TG8             | 13 жовтня 1990    | Обсерваторія Карла Шварцшильда | Лутц Шмадель, Ф. Бернґен             |
| 29186 Lake Tekapo              | 1990 UD2             | 26 жовтня 1990    | Обсерваторія Ґейсей            | Тсутому Секі                         |
| 29187 Лемон'є (Lemonnier)      | 1990 US3             | 16 жовтня 1990    | Обсерваторія Ла-Сілья          | Ерік Вальтер Ельст                   |
| (29188) 1990 UW3               | 1990 UW3             | 16 жовтня 1990    | Обсерваторія Ла-Сілья          | Ерік Вальтер Ельст                   |
| 29189 Удінськ (Udinsk)         | 1990 UY3             | 16 жовтня 1990    | Обсерваторія Ла-Сілья          | Ерік Вальтер Ельст                   |
| (29190) 1990 UZ4               | 1990 UZ4             | 16 жовтня 1990    | Обсерваторія Ла-Сілья          | Ерік Вальтер Ельст                   |
| (29191) 1990 UQ5               | 1990 UQ5             | 16 жовтня 1990    | Обсерваторія Ла-Сілья          | Ерік Вальтер Ельст                   |
| (29192) 1990 VK2               | 1990 VK2             | 11 листопада 1990 | Обсерваторія Ніхондайра        | Такеші Урата                         |
| 29193 Dolphyn                  | 1990 WD1             | 18 листопада 1990 | Обсерваторія Ла-Сілья          | Ерік Вальтер Ельст                   |
| (29194) 1990 WJ4               | 1990 WJ4             | 16 листопада 1990 | Обсерваторія Ла-Сілья          | Ерік Вальтер Ельст                   |
| (29195) 1990 WF5               | 1990 WF5             | 16 листопада 1990 | Обсерваторія Ла-Сілья          | Ерік Вальтер Ельст                   |
| (29196) 1990 YY                | 1990 YY              | 19 грудня 1990    | Обсерваторія МДМ               | Річард Бінзел                        |
| 29197 Ґлайм (Gleim)            | 1991 AQ2             | 15 січня 1991     | Обсерваторія Карла Шварцшильда | Ф. Бернґен                           |
| 29198 Візерс (Weathers)        | 1991 DW              | 18 лютого 1991    | Паломарська обсерваторія       | Е. Гелін                             |
| 29199 Himeji                   | 1991 FZ              | 17 березня 1991   | Обсерваторія Ґейсей            | Тсутому Секі                         |
| (29200) 1991 FX2               | 1991 FX2             | 20 березня 1991   | Обсерваторія Ла-Сілья          | Анрі Дебеонь                         |

| ← Астероїди 20001—30000 → |             |             |             |             |             |             |             |             |             |
| 20001—20100               | 21001—21100 | 22001—22100 | 23001—23100 | 24001—24100 | 25001—25100 | 26001—26100 | 27001—27100 | 28001—28100 | 29001—29100 |
| 20101—20200               | 21101—21200 | 22101—22200 | 23101—23200 | 24101—24200 | 25101—25200 | 26101—26200 | 27101—27200 | 28101—28200 | 29101—29200 |
| 20201—20300               | 21201—21300 | 22201—22300 | 23201—23300 | 24201—24300 | 25201—25300 | 26201—26300 | 27201—27300 | 28201—28300 | 29201—29300 |
| 20301—20400               | 21301—21400 | 22301—22400 | 23301—23400 | 24301—24400 | 25301—25400 | 26301—26400 | 27301—27400 | 28301—28400 | 29301—29400 |
| 20401—20500               | 21401—21500 | 22401—22500 | 23401—23500 | 24401—24500 | 25401—25500 | 26401—26500 | 27401—27500 | 28401—28500 | 29401—29500 |
| 20501—20600               | 21501—21600 | 22501—22600 | 23501—23600 | 24501—24600 | 25501—25600 | 26501—26600 | 27501—27600 | 28501—28600 | 29501—29600 |
| 20601—20700               | 21601—21700 | 22601—22700 | 23601—23700 | 24601—24700 | 25601—25700 | 26601—26700 | 27601—27700 | 28601—28700 | 29601—29700 |
| 20701—20800               | 21701—21800 | 22701—22800 | 23701—23800 | 24701—24800 | 25701—25800 | 26701—26800 | 27701—27800 | 28701—28800 | 29701—29800 |
| 20801—20900               | 21801—21900 | 22801—22900 | 23801—23900 | 24801—24900 | 25801—25900 | 26801—26900 | 27801—27900 | 28801—28900 | 29801—29900 |
| 20901—21000               | 21901—22000 | 22901—23000 | 23901—24000 | 24901—25000 | 25901—26000 | 26901—27000 | 27901—28000 | 28901—29000 | 29901—30000 |